# Хаукиярви (озеро, Суоярвский район)
Ха́укия́рви (фин. Haukijärvi) — озеро на территории Поросозерского сельского поселения Суоярвского района Республики Карелия.

## Общие сведения
Площадь озера — 0,8 км². Располагается на высоте 169,1 метров над уровнем моря.
Форма озера лопастная, продолговатая, вытянутая с северо-запада на юго-восток. Берега каменисто-песчаные, отчасти заболоченные.
В северо-западную оконечность озера впадают два безымянных ручья, вытекающие из ламбин Иоутсенлампи (фин. Joutsenlampi) и Мусталапми (фин. Mustalampi).
Сток из озера осуществляется из юго-восточной оконечности, откуда вытекает небольшой безымянный ручей, втекающий в реку без названия, в свою очередь, впадающую в реку Койтайоки.
Название озера переводится с финского языка как «щучье озеро».
Код водного объекта в государственном водном реестре — 01050000111102000011431.